# Pannonia (album)
Pour les articles homonymes, voir Pannonia.
 (avril 2020).
Si vous disposez d'ouvrages ou d'articles de référence ou si vous connaissez des sites web de qualité traitant du thème abordé ici, merci de compléter l'article en donnant les références utiles à sa vérifiabilité et en les liant à la section « Notes et références ».
Pannonia est un album du groupe de jazz Akosh Szelevényi Ensemble, édité en 1993 par European Music Productions.

## Les musiciens
- Akosh Szelevényi : saxophone soprano et ténor, flûte, voix
- Philippe Foch : batterie, percussions, tablâs
- Bernard Malandain : basse
- Michelle Véronique : violon, voix

## Les morceaux
- Transylvania (10:45)
- Pannonia (10:05)
- Longin (7:48)
- Si (2:48)
- Mandala (20:50)
- Gallama (1:23)
- Tumo (2:39)